# Regiment de Meuron
Il Regiment de Meuron fu un reggimento di fanteria composto da mercenari svizzeri in servizio con il British Army dal 1795 al 1816; il reggimento prendeva il nome dal suo primo comandante e fondatore, il colonnello Charles-Daniel de Meuron.
Il reggimento fu originariamente reclutato dalla Repubblica delle Sette Province Unite nel 1781 per servire di guarnigione nella colonia di Ceylon, prendendo parte alle operazioni della quarta guerra anglo-olandese. Dopo il collasso dello Stato olandese a seguito degli eventi delle guerre rivoluzionarie francesi, nel 1795 il de Meuron passò alle dipendenze del Regno di Gran Bretagna, andando di guarnigione in India dove prese parte alla quarta guerra anglo-mysore; fatto rientrare in Europa nel 1806, servì durante le guerre napoleoniche nel settore del Mediterraneo, di guarnigione a Malta e in Sicilia e operativamente durante la campagna di Spagna.
Nel 1813 il reggimento fu inviato in Canada per prendere parte alla guerra anglo-americana, distinguendosi durante la battaglia di Plattsburgh; il reggimento fu infine rimpatriato in Inghilterra nel 1816 e qui sciolto.

## Storia

### Al servizio olandese

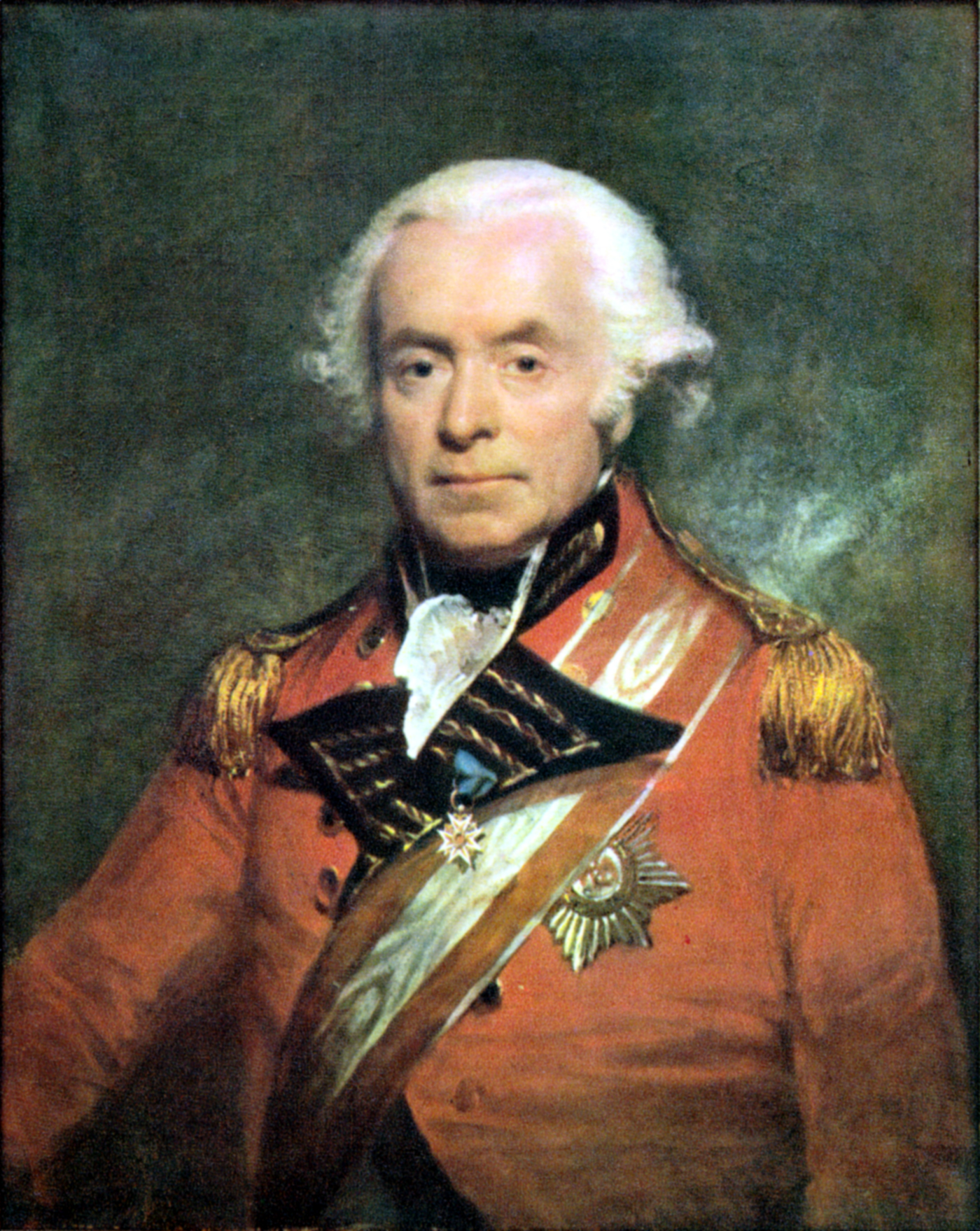
Charles-Daniel de Meuron in un ritratto del 1805

Il reggimento venne creato nel 1781 nella zona di Neuchâtel per opera di Charles-Daniel de Meuron, decorato ufficiale delle Guardie svizzere del Regno di Francia e veterano della guerra dei sette anni; il reggimento era stato reclutato, con l'aiuto della Francia, su mandato della Repubblica delle Sette Province Unite allo scopo di essere inviato di guarnigione nelle colonie della Compagnia olandese delle Indie Orientali, onde fronteggiare eventuali attacchi del Regno di Gran Bretagna nel corso della quarta guerra anglo-olandese scoppiata nel dicembre 1780. La forza originale del reggimento era di 1.020 effettivi, tutti svizzeri, suddivisi in dieci compagnie da 102 uomini ciascuna.
Il 7 gennaio 1782 il reggimento fu sbarcato nella Colonia del Capo olandese, ma fu poco dopo reimbarcato e trasferito nella colonia olandese di Ceylon, per appoggiare le operazioni dello squadrone navale francese dell'ammiraglio Pierre André de Suffren de Saint Tropez nella regione dell'Oceano Indiano; il reggimento prese quindi parte nel giugno-luglio 1783 all'assedio di Cuddalore a fianco dei francesi e dei loro alleati del Regno di Mysore. Dopo la conclusione della guerra nel 1784, il reggimento fu rimandato di guarnigione nella Colonia del Capo; vari soldati colsero l'occasione per disertare e unirsi alla multietnica popolazione coloniale locale (i boeri), al punto che il reggimento arrivò vicino alla completa disintegrazione.
Nel 1786 il reggimento fu riportato a Ceylon, dove il comando passò al colonnello Pierre Frédéric de Meuron, fratello di Charles-Daniel de Meuron che fece ritorno in Svizzera. Con lo scoppio della guerra della prima coalizione e la proclamazione della Repubblica Batava il reggimento tornò in azione a fianco dei francesi contro i britannici, servendo in particolare come fanteria di marina a bordo delle unità navali militari; il 26 agosto 1795 due compagnie del reggimento furono fatte prigioniere dai britannici nel corso di un'incursione a Trincomalee.

### Al servizio britannico

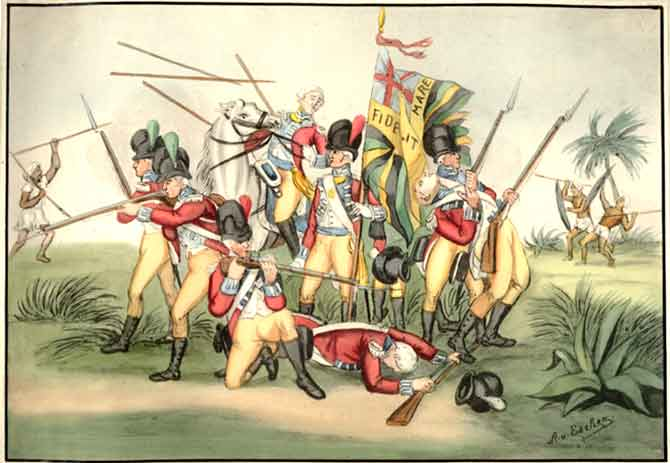
Stampa di fine XIX secolo raffigurante il Regiment de Meuron in azione durante la guerra anglo-mysore

Con la Compagnia olandese delle Indie Orientali ormai alla bancarotta e incapace di garantire la paga ai suoi soldati, il Regiment de Meuron accettò di buon grado l'offerta di passare al servizio della Gran Bretagna: su istruzione del segretario alla guerra britannico Henry Dundas, il professore dell'Università di St. Andrews Hugh Cleghorn prese accordi con lo stesso Charles-Daniel de Meuron, suo vecchio amico personale, per il cambio di schieramento dell'intero reggimento. Dietro la promessa di ricevere la stessa paga dei soldati britannici e di non dover mai essere costretto a combattere contro gli olandesi, nel settembre del 1795 il reggimento (all'epoca forte di 860 uomini tra ufficiali e soldati) passò quindi sotto il controllo della Gran Bretagna; pochi mesi dopo, nel febbraio 1796, Ceylon capitolò nelle mani dei britannici dopo aver offerto solo una debole resistenza. Il Regiment de Meuron entrò quindi ufficialmente nei ranghi del British Army nel 1798.
Il reggimento fu trasferito nell'India britannica per partecipare, a partire dalla fine del 1798, alla quarta guerra anglo-mysore come parte dell'armata dell'allora colonnello Arthur Wellesley, il futuro duca di Wellington. Il reggimento servì con distinzione nel corso del conflitto, e si mise particolarmente in luce durante l'assedio di Seringapatam tra l'aprile e il maggio 1799: soldati del reggimento agirono come Forlorn Hope, guidando l'assalto alle brecce aperte nelle mura della città e portando alla sua rapida cattura da parte dei britannici; il de Meuron subì circa 80 perdite nel corso dello scontro. Charles-Daniel de Meuron, che era rientrato alla guida del suo reggimento, fece ritorno in Svizzera poco dopo la presa di Seringapatam lasciando nuovamente il comando a suo fratello Pierre Frédéric.
Il reggimento rimase di guarnigione in India, servendo ancora nel corso di campagne minori, fino all'11 ottobre 1806 quando si imbarcò per rientrare in Europa; dopo un viaggio per mare di otto mesi, il reggimento fu sbarcato in Inghilterra e stabilì i suoi acquartieramenti a Lymington. A quest'epoca il reggimento era ridotto ai minimi termini dopo aver dovuto congedare i soldati arrivati al termine del loro periodo di ferma oppure troppo invalidi per prestare servizio attivo, annoverando nei suoi ranghi appena 35 ufficiali e 132 tra sottufficiali e soldati; in ragione della sua esperienza si decise tuttavia di mantenerlo in servizio come unità di fanteria di linea, e fu progressivamente rimpolpato tramite l'inserimento nei ranghi di nuove reclute svizzere, tedesche o italiane prese tra i disertori delle armate napoleoniche che avevano trovato rifugio in Inghilterra.
Nel febbraio 1808 il reggimento fu inviato a Gibilterra, ma fu poi distaccato a Malta in giugno facendo dell'isola la sua guarnigione principale. Parte del reggimento fu inviata di presidio a Messina alla fine del 1808 per difendere il Regno di Sicilia da possibili attacchi del Regno di Napoli di Gioacchino Murat, ma fu ritirata due anni più tardi dopo che questa minaccia fu tramontata; il reggimento prese anche parte agli scontri della guerra d'indipendenza spagnola nuovamente alle dipendenze del Duca di Wellington.

### In Canada
Di nuovo di guarnigione a Malta, il 5 maggio 1813 il de Meuron ricevette l'ordine di imbarcarsi alla volta del Canada per prendere parte alla guerra anglo-americana, scoppiata nel giugno 1812 contro gli Stati Uniti d'America. Ora al comando del maggior generale George Townsend Walker, all'epoca il reggimento aveva in servizio circa 2.000 effettivi di cui 800 svizzeri, 500 tedeschi, 300 olandesi, 200 alsaziani e per il resto un miscuglio di italiani, polacchi, austriaci, spagnoli e altri, in maggioranza reclutati tra i disertori e i prigionieri di guerra delle armate napoleoniche; parte degli effettivi furono però congedati o trasferiti ad altri reggimenti prima della partenza per il Canada, e quando il de Meuron arrivò a Québec il 5 agosto 1813 dopo una breve sosta ad Halifax poteva annoverare nei suoi ranghi 27 ufficiali, 54 sergenti, 22 musicanti e 1.000 soldati. Altre reclute furono poi aggiunte dal trasferimento degli svizzeri in forza al Royal American Regiment (un'unità multinazionale del British Army).
Il de Meuron fu subito inviato di presidio a Chambly e Montréal per difendere il basso Canada e la valle del fiume Richelieu dagli attacchi degli statunitensi; l'arrivo di un reggimento di fanteria di linea perfettamente addestrato fu bene accolto dai comandanti locali i quali, vista la priorità data dalla Gran Bretagna al conflitto in Europa contro Napoleone, avevano dovuto tirare avanti con un miscuglio di miliziani canadesi, contingenti di indiani alleati e qualche reparto di regolari britannici. Il reggimento, come parte dell'armata del generale George Prévost, trascorse diversi mesi a presidiare i fortini della regione e marciare e contromarciare nella zona del Lago Champlain per fronteggiare i movimenti delle forze statunitensi. Tra il 6 e l'11 settembre 1814 il reggimento prese parte agli scontri della battaglia di Plattsburgh, che tuttavia si concluse con una sconfitta per le forze di Prévost; dopo aver subito dure perdite il de Meuron fu l'ultima unità britannica a ritirarsi dal campo di battaglia, e per questa azione su ordine del re Giorgio III del Regno Unito alla bandiera del reggimento fu conferito l'onore di battaglia "Plattsburgh 1814", unica unità britannica a riceverlo.
La battaglia di Plattsburgh fu l'unica importante azione bellica portata a termine dal reggimento in Nordamerica, anche perché il conflitto con gli Stati Uniti ebbe ufficialmente termine pochi mesi dopo, nel dicembre 1814. Il reggimento rimase di guarnigione a Montréal e Chambly fino all'11 maggio 1816, quando ricevette l'ordine di imbarcarsi per l'Europa; 343 tra ufficiali, sottufficiali e soldati del de Meuron, unitamente a 79 donne e 30 bambini parte del seguito del reggimento, scelsero di non rimpatriare e di stabilirsi come coloni in Canada. Alla fine, i resti del reggimento (27 ufficiali, 37 sergenti, 22 caporali, sette musicanti e 232 soldati) si imbarcarono a Quebec il 31 luglio 1816 per sbarcare ad Harwich il 15 settembre seguente; il reggimento fu quindi ufficialmente congedato dal servizio britannico e sciolto il 24 settembre 1816.
La Rue des Meurons nel sobborgo di Saint Boniface nella città canadese di Winnipeg prende il nome da questo reggimento.